# Sant Pere Ermengol

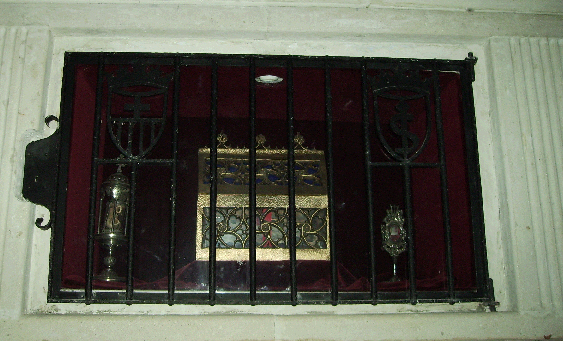
Arqueta amb les restes de Sant Pere Ermengol a l'església de Sant Jaume de la Guàrdia dels Prats

Pere Ermengol de Rocafort (La Guàrdia dels Prats, Montblanc, 1228 - 1304) va ser un noble català, bandoler, frare mercedari i màrtir (es considera l'únic màrtir cristià que no va morir durant el seu martiri). El 1688 el papa Innocenci XI el va santificar com a Sant Pere Ermengol.

## Biografia

### Infància noble
Va nàixer el 1238 en el si d'una família noble. Era fill d'Arnau Ermengol de Rocafort, baró de Rocafort, amb parentesc amb la família dels Comtes d'Urgell. Va ser educat com tots els nobles del seu temps, en les armes, la música i en l'art de la guerra. Es conta que era de caràcter fort, competitiu i altiu.

### Bandoler
Arran d'un episodi violent durant la seva joventut,(1250) va esdevenir fugitiu i bandoler. Va formar una quadrilla de bandolers que assaltaven els viatgers per les muntanyes de Prades i la serra del Montsant. El 1258, el rei Jaume el Conqueridor havia de viatjar de València a Montpeller i va enviar tropes a assegurar els camins per on havia de passar. Un d'aquests capitans de soldats era el seu pare Arnau Ermengol de Rocafort. Casualment va topar amb la partida de Pere Ermengol i van començar una lluita entre soldats i bandolers. Durant la batalla, pare i fill es van reconèixer. Pere Ermengol es va rendir amb la condició que deixessin lliures els seus homes.

### Frare mercedari
A l'arribar a Barcelona, el bandoler demana clemència a Jaume I i aquest, amb la mediació d'Arnau de Rocafort, li concedeix l'indult. Aleshores es fa frare mercedari.
Els mercedaris anaven a pagar rescats per a presoners cristians en terres àrabs i magribines.
Ja com a sacerdot, és enviat a:
- Múrcia el 1261, amb Fra Guillem de Bas, on rescaten 213 captius.
- Granada el 1262, amb Fra Bernat de Sant Romà, hi salven 202 presoners.
- Alger, el 1264, on va salvar diversos cristians i diuen que va aconseguir batejar el rei Almohasén Mahomet, que passaria a la història amb el nom de Fra Pere de Santa Maria.
- També va anar a Tànger, Orà i a altres ciutats del nord d'Àfrica per a rescatar cristians captius.

### Martiri

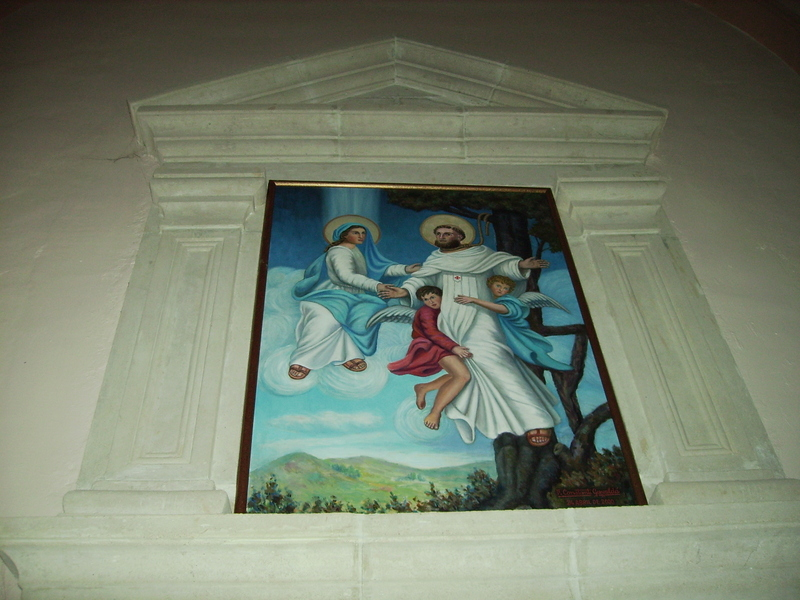
Pintura amb Sant Pere Ermengol penjat, sostingut per àngels, a l'església de Sant Jaume de la Guàrdia dels Prats, sobre la tomba del sant.

Es diu que, en un d'aquests viatges a Bugia, el 1266, Fra Pere Ermengol i Fra Guillem Florentí troben 18 adolescents captius. Les autoritats li demanen un preu al qual no poden arribar. Fra Pere es queda com a captiu en lloc dels vailets fins que arribi Fra Guillem amb els diners. Al cap d'unes setmanes, les autoritats decideixen penjar-lo, pensant que ja no vindrien a buscar-lo. Uns dies més tard, arriba Fra Guillem amb els diners del rescat però ja no els hi accepten, dient que és massa tard. El sacerdot, desconsolat, va a buscar el lloc on li han indicat que trobaria el cos del màrtir Pere Ermengol. En arribar-hi, descobreix que Fra Pere és viu, i després de despenjar-lo, ell li explica que ha tingut una visió en la qual els àngels el sostenien per evitar que s'ofegués, i que se li ha aparegut la Mare de Déu. Amb els diners, compren la llibertat de més cristians captius i tot junts retornen a Catalunya.

### Fra Pere Ermengol
Fins al final dels seus dies, es conta que Fra Pere Ermengol tenia el cap cot, una olor anòmala i un color esmorteït a la cara.
Va fer vida contemplativa a Barcelona i el 1290 tornà al seu poble natal, al Santuari de la Mare de Déu dels Prats, a la Guàrdia dels Prats, on celebrava l'Eucaristia i predicava l'Evangeli amb el càrrec de Comanador de l'Orde de la Mercè. Va morir en olor de santedat el 27 d'abril de 1304.
El seu cos va restar una setmana exposat degut a la quantitat de peregrins que venien a retre-li homenatge, va quedar incorrupte i va guarir 7 persones malaltes, tres homes i quatre dones, que van tocar el seu cos. Va ser enterrat al Santuari dels Prats.

## Devoció
Anys més tard, i per petició popular, es feu traslladar el cos a una urna de ferro a l'altar major de l'església de Sant Jaume de la Guàrdia dels Prats. El 1646 es va cremar l'església, però el cos de Sant Pere Ermengol va quedar estalvi. El 1653 es va substituir l'urna que contenia les seves restes per una altra de fusta daurada, més artística.
El 1688 el papa Innocenci XI el va santificar com a Sant Pere Ermengol. L'arquebisbe de Tarragona Josep Llinàs va restaurar el temple i va fer construir una capella per a Sant Pere Ermengol. En acabar les obres, el 1701, es van traslladar les restes del sant a la seva capella amb unes grans festes.
Durant la Guerra Civil espanyola, la nit del 23 de juliol de 1936, assaltants revolucionaris van llençar els ossos del Sant a una foguera, juntament amb imatges, retaules i l'aixovar sagrat. Uns vailets del poble van aconseguir salvar alguns ossos, que, l'any 1970 van ser dipositats en una urna nova i que són venerats encara a la Guàrdia dels Prats
Al convent de la Mercè de Montblanc hi ha una imatge del Sant (que es reclama el seu retorn a la Guàrdia dels Prats) i al Museu Diocesà de Tarragona hi ha l'arqueta que va contenir durant segles els ossos de Sant Pere Ermengol, aquesta està formada per quatre plaquetes rectangulars d'estany, clavades sobre una ànima de fusta. A les plaquetes anterior i posterior es representen sis reis dempeus, armats i coronats, que duen les heràldiques dels grans reialmes cristians del moment: Portugal, Castella, Lleó, Anglaterra, Navarra i Catalunya. L'arqueta és especialment atractiva per a la història de Catalunya, perquè evidencia el seu reconeixement com a país copartícep en el quefer europeu a l'edat mitjana. Segurament fou realitzada en un taller de l'illa de Xipre el segle xiv.
Al segle xvii es van crear els balls-parlats, i se'n va fer un sobre la vida de Sant Pere Ermengol. L'última representació coneguda datava del 1904. Des de llavors, es va haver d'esperar 100 anys més, fins que el 2004, en el VII centenari de la mort del Sant, un grup de guardiols (dirigits per Josep Sanahuja i donant vida a Sant Pere Ermengol, Antoni Lafebre) van tornar a representar-lo.
El 1969 es va traslladar la seva festa al 26 d'abril. Té el patronatge dels que pateixen tortículis i del seu poble natal, la Guàrdia dels Prats.
Se'l representa vestit de frare mercedari i amb nens a cada banda.